# 布杜奧區

36°43′53″N 3°24′17″E / 36.73139°N 3.40472°E
布杜奧區（阿拉伯语：‎），是阿爾及利亞的行政區，位於該國北部，由布米爾達斯省負責管轄，首府設於布杜奧，始建於1984年2月7日，面積183平方公里，2008年人口134,402，人口密度每平方公里734人。